# Hiszam I
Hiszam I, Abu al-Walid Hisham al-Rida (ur. 757, zm. 796) – emir Kordoby w latach 788-796
Był prawnukiem kalifa damasceńskiego Hiszama, synem emira Abd ar-Rahmana I. 
Był władcą pobożnym i gruntownie wykształconym. Nie dorównywał jednak talentom przywódczym swojego ojca. W okresie jego rządów doszło do zamieszek wśród neofitów muzułmańskich. Emir nie był też w stanie zapobiec ruchom separatystycznym w: Toledo, Méridzie i Saragossie, które spowodowały osłabienie państwa Umajjadów kordobańskich.